# Modèle (informatique)
Pour les articles homonymes, voir Modèle (homonymie).
 (août 2023).
 (septembre 2016).
Améliorez-le ou discutez des points à vérifier. 

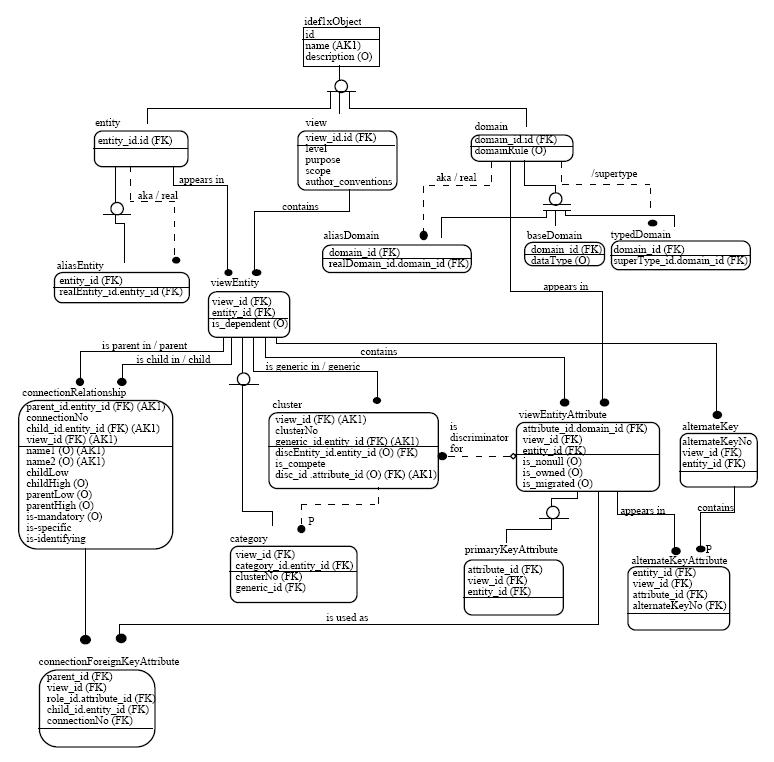
Figure B.5.1 IDEF1X

En informatique, un modèle a pour objectif de structurer les informations et activités d'une organisation : données, traitements, et flux d'informations entre entités.

## Modèles existants
On distinguera les modèles employés pour les activités opérationnelles des modèles employés pour la gouvernance des systèmes d'information.

### Activités opérationnelles
Les modèles informatiques développés dans les années 1970 étaient tous du type entité-relation. On peut citer :
- SSADM
- MERISE

Ces modèles comportaient en général trois composantes principales :
- les données : modèle de données
- les traitements : modèles de traitements
- les flux (réseau) : diagrammes ou graphes de flux (voir diagramme de flux de données).

On a traditionnellement distingué trois niveaux de préoccupation :
- le niveau conceptuel,
- le niveau logique ou organisationnel,
- le niveau physique.

Ces modèles ont généralement été appliqués à l'échelle des applications, voire des domaines, mais rarement à l'échelle des entreprises, de sorte que l'on trouvait des incohérences d'un domaine à l'autre dans une même entreprise. D'où des interfaces difficiles à établir lorsque les données n'étaient pas définies de la même façon d'un domaine à l'autre.
Dans les années 1990, la nécessité de remplacer ou de rénover les applications affectées par le problème de datation (voir passage informatique à l'an 2000 et Y2K) a entraîné la mise en œuvre de progiciels de gestion intégrés à l'échelle des entreprises. Les données et applications ont été mises en cohérence souvent en fonction de la structure de ces progiciels, qui en général ont été conçus dans l'esprit des modèles entité-relation.
Le Unified Modeling Language (UML) a permis de définir un langage commun pour que ces projets soient menés à bien de la façon la plus cohérente possible entre toutes les méthodes qui avaient été employées.

### Gouvernance
Une approche proposée dans ce domaine est l'analyse décisionnelle des systèmes complexes (B-ADSc) qui fusionne système d'information et organisation. Cette méthode propose ainsi la conception de systèmes d'information orientés « pilotage » qui se calquent sur la réalité des opérations (comprises en tant qu'ordonnancements de décisions prises dans des contextes variés) et non sur la modélisation exhaustive d'un processus idéalisé (pas de prise en compte des erreurs et des exceptions).
Pour la gouvernance des systèmes d'information, le modèle le plus employé reste néanmoins CobiT, développé dans les années 1990. Mais contrairement à B-ADSc, CobiT ne prend pas en compte la veille et l'innovation.

## Insuffisance des modèles employés dans les années 1970 1990
Plusieurs phénomènes révèlent une insuffisance des modèles employés :
- Les traitements ont souvent été conçus de manière linéaire, et tiennent peu compte des interactions entre les parties prenantes, qui jouent un rôle de plus en plus important aujourd'hui (lobbying, ONG,...) ;
- Les données prises en compte figurent maintenant des systèmes structurés de type bases de données,... et les documents non structurés (textes, images, son,...) qui représentent maintenant la plus grande partie du capital immatériel dans l'univers du web, ne sont plus pris en compte dans les modèles traditionnels ;
- Les flux (réseau) entre les entreprises n'existaient presque pas (sauf exception de l'automobile), ils n'intervenaient qu'entre établissements financiers ; aujourd'hui les flux (réseau) inter-entreprises génèrent des besoins de protection du patrimoine informationnel, lorsque des grappes d'entreprises coopèrent sur des projets innovants (pôles de compétitivité) ;
- Les modèles posent aussi question par rapport à la souveraineté d'ensembles régionaux en construction comme l'Union européenne. Comment protéger l'innovation dans les pôles de compétitivité ? En d'autres termes, comment satisfaire des critères de souveraineté domestique et westphalienne dans un ensemble comme l'Union européenne ?
- Ces modèles poussent à une valorisation selon des critères surtout économiques, hérités du XIXe siècle (voir facteur de production) ; le facteur de production « terre » a été négligé à partir de la deuxième moitié du XIXe siècle, lorsqu'on a parlé de capital / travail ;
- Les agrégats économiques (PIB) et les comptabilités nationales ont été structurés en fonction de ces critères ; le troisième pilier du développement durable (environnemental) n'a pas été véritablement intégré dans les analyses des modèles informatiques classiques ; les normes de qualité de produit s'avèrent insuffisantes pour rendre compte complètement des enjeux sociétaux ;
- Certaines théories économiques actuelles tentent de réintégrer le facteur terre, en définissant un capital naturel, avec le risque que la durabilité soit conçue comme une durabilité faible et non comme une durabilité forte ;

## Lesressources Web
La mise en œuvre des normes IAS/IFRS en Europe depuis 2005 a aussi des conséquences très importantes sur la façon de modéliser les systèmes d'information. En effet, il est prévu que le capital immatériel des entreprises soit comptabilisé dans une norme IAS, comme immobilisations incorporelles. Or, beaucoup d'experts pensent que la valeur des entreprises est composée à 60 / 70 % au moins d'actifs immatériels.
Les marchés de l'énergie et de l'environnement, représentent des milliers de milliards d'euros pour les prochaines décennies. D'autres innovations se font aussi dans la chimie, la pharmacie, l'agriculture, ...
À cela s'ajoute le fait que les ressources informatiques sont de plus en plus composées de ressources Web, donc de textes, d'images, de son, auxquelles on peut accéder par des moteurs de recherche indexés. Ces ressources peuvent être identifiées par un identifiant de ressource uniforme (en anglais Uniform Resource Identifier, URI).
Il existe des travaux sur des modèles sémantiques, reposant sur une standardisation des « métadonnées » qui permettraient d'accéder à ces ressources (voir Dublin Core). Le web sémantique repose sur le modèle Resource Description Framework (RDF).